# 科文 (澳大利亞國會選區)
科文選區（英語：Division of Cowan）是澳大利亞西澳大利亞州的下議院選區，位於州府珀斯北郊，以第一名當選州議員的女性伊迪斯·科文命名。面積133平方公里。
選區始於1984年，是工黨自由黨競爭的選區。2016年大選以來當區的議員是工黨的安妮·艾妮。

## 议员
| 议员 | 议员              | 政党   | 任期          |
| ---- | ----------------- | ------ | ------------- |
|      | 卡罗琳·雅各布森   | 工党   | 1984年–1993年 |
|      | 理查德·埃文斯     | 自由党 | 1993年–1998年 |
|      | 格雷厄姆·爱德华兹 | 工党   | 1998年–2007年 |
|      | 卢克·辛普金斯     | 自由党 | 2007年–2016年 |
|      | 安妮·艾妮         | 工党   | 2016年至今    |